# Cabo Cope
Cabo Cope este o arie protejată (sit de importanță comunitară — SCI) din Spania întinsă pe o suprafață de 240,13 ha, integral pe uscat.

## Localizare
Centrul sitului Cabo Cope este situat la coordonatele 37°25′50″N 1°29′15″W / 37.4306°N 1.4875°V.

## Înființare
Situl Cabo Cope a fost declarat sit de importanță comunitară în aprilie 1999 pentru a proteja 20 de specii de animale.

## Biodiversitate
Situată în ecoregiunea mediteraneană, aria protejată conține 12 habitate naturale: Vegetație anuală la limita mareei, Matorral arborescenți cu Juniperus spp., Dune mobile cu vegetație embrionară, Pante stâncoase calcaroase cu vegetație casmofită, Stepe sărăturate mediteraneene (Limonietalia), Tufărișuri halo-nitrofile (Pegano-Salsoletea), Pajiști carstice calcaroase sau bazofile, de Alysso-Sedion albi, Faleze cu vegetație de Limonium spp. endemic de pe coastele mediteraneene, Matorral arborescenți cu Zyziphus, Pseudostepă cu ierburi și specii anuale de Thero-Brachypodietea, Tufărișuri termo-mediteraneene și de pre-deșert, Tufărișuri halofile mediteraneene și termo-atlantice (Sarcocornetea fruticosi).
La baza desemnării sitului se află mai multe specii protejate:
- păsări (19): buha (Bubo bubo), Bucanetes githagineus, pasărea ogorului (Burhinus oedicnemus), ciocârlie-cu-degete-scurte (Calandrella brachydactyla), Caprimulgus ruficollis, șoim călător (Falco peregrinus), vânturel roșu (Falco tinnunculus), ciocârlan (Galerida cristata), Galerida theklae, Hieraaetus fasciatus, Larus audouinii, pescăruș râzător (Larus ridibundus), ciocârlie de bărăgan (Melanocorypha calandra), pietrar mediteranean (Oenanthe hispanica), Oenanthe leucura, Phalacrocorax aristotelis, mărăcinar negru (Saxicola torquatus), Sylvia conspicillata, silvie de tufiș (Sylvia undata)
- reptile (1): Testudo graeca

Pe lângă speciile protejate, pe teritoriul sitului au mai fost identificate 19 specii de plante, 6 specii de păsări, 2 specii de amfibieni, 1 specie de mamifere, 7 specii de reptile.